# Ring (film 1927)
Ring (tytuł oryg. The Ring) – brytyjski niemy melodramat sportowy z 1927 w reżyserii i według scenariusza Alfreda Hitchcocka. W rolach głównych wystąpili Carl Brisson, Lillian Hall-Davis i Ian Hunter. Osią filmu jest rywalizacja dwóch bokserów (Brisson i Hunter) o względy tej samej kobiety (Hall-Davis).
Ring, jako pierwszy film zrealizowany przez Hitchcocka dla wytwórni British International Pictures (BIP), otrzymał entuzjastyczne recenzje od krytyków, którzy podkreślali wysoką jakość oraz efektowną pracę kamery. Publiczność z kolei była pod wrażeniem efektów montażowych, wzorowanych na radzieckiej szkole. Biografowie i historycy zaznaczali wyraźne nawiązania do kinematografii niemieckiej. Ring jest jedynym filmem w dorobku Hitchcocka, w którym został on wymieniony jako samodzielny autor historii i scenariusza.

## Fabuła

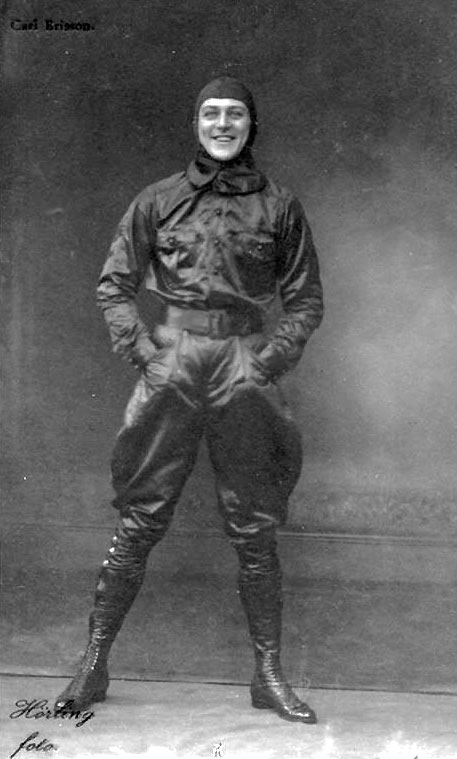
Carl Brisson, odtwórca roli „Jednorundowca” Jacka Sandera

Film rozpoczyna się ujęciami z lunaparku, przedstawiającymi ludzi znajdujących się między innymi na karuzeli i huśtawkach. Ukazany zostaje również konkurs polegający na wrzuceniu czarnoskórego mężczyzny do zbiornika z wodą, a także twarz śmiejącego się policjanta. Showman (Harry Terry) próbuje zachęcić gapiów do stoczenia pojedynku z „Jednorundowym” Jackiem Sanderem (Carl Brisson). W tym czasie odpowiedzialna za sprzedaż biletów Mabel (Lillian Hall-Davis) rozpoczyna flirt z wysokim i dobrze zbudowanym mężczyzną (Ian Hunter), którego zauważa pośród zgromadzonego tłumu. Wyznaje mu, że Jack jest jej dobrym przyjacielem. Gdy showman znajduje w końcu marynarza chętnego do stoczenia pojedynku, Jack, zauważywszy Mabel rozmawiającą z mężczyzną, postanawia zaprosić go na pokaz. Wszyscy udają się do namiotu, gdzie wkrótce rozpoczyna się walka. Wspomniany marynarz zostaje ogłuszony jednym ciosem i opuszcza ring. Jack siedzi w narożniku, a przed jego oczami przewijają się twarze pokonanych przeciwników. Po kilku próbach wysoki mężczyzna przyjmuje propozycję walki. Gdy zdejmuje marynarkę, obserwuje spoglądającą przez szparę Mabel. Ich starcie jest bardziej zacięte. Zaniepokojona dziewczyna informuje showmana, że pojedynek przerodził się w prawdziwą walkę. Mężczyzna udaje się do namiotu, gdzie zauważa puste miejsca na widowni. Wraca do Mabel i każe jej sprzedać więcej biletów, a następnie zachęca tłum ludzi do obejrzenia walki trwającej wewnątrz namiotu. Pojedynek pomiędzy mężczyznami trwa do momentu, gdy Jack zostaje odliczony przez sędziego. Mabel jest przygnębiona. Reszta zespołu, nie kryjąc swojej frustracji, skupia się wokół oszołomionego Jacka. Showman wręcza wygranemu pieniądze i dziękuje publiczności za oglądanie walki. Na zewnątrz zwycięzca ponownie flirtuje z Mabel. Dołącza do nich promotor James Ware (Forrester Harvey). Dziewczyna martwi się, ponieważ planowała ślub z Jackiem, a teraz prawdopodobnie straci on pracę. Ware zostawia dziewczynie wizytówkę. Okazuje się, że jest on promotorem Boba Corby’ego, mężczyzny, z którym Mabel flirtuje.
Wieczorem Mabel pomaga Jackowi przemyć twarz po walce. Do pary podchodzą Ware i Corby. Dziewczyna przedstawia ich swojemu chłopakowi, po czym pokazuje mu wizytówkę, którą dostała tego samego dnia. Po krótkiej rozmowie Jack odchodzi z promotorem, a Mabel zostaje sama z Bobem. Para wychodzi na teren lunaparku, gdzie jest obserwowana przez wróżkę (Clare Greet) znajdującą się w przyczepie. Za pieniądze z wygranej walki Bob kupuje Mabel w prezencie bransoletkę. W tym czasie Jack rozmawia z promotorem, który informuje go, że jeśli wygra walkę próbną, będzie mógł zostać sparingpartnerem Boba. Bokser przystaje na propozycję. Po założeniu bransoletki na łokieć Mabel jest zadowolona z prezentu i składa Bobowi krótki pocałunek. Mężczyzna chwyta ją i całuje namiętnie w usta. Przez chwilę Mabel jest zdezorientowana i ma wątpliwości. Wspólnie udają się do Jacka. Mabel zsuwa bransoletkę na przegub i zakrywa ją drugą dłonią. Gdy mężczyźni wychodzą z namiotu, dziewczyna idzie do wróżki, prosząc o przepowiednię z kart.
Nazajutrz Jack myje twarz w stawie, kiedy Mabel podchodzi do niego. Niepostrzeżenie jej bransoletka obsuwa się z ręki i wpada do stawu. Jack odzyskuje prezent dziewczyny. Mabel tłumaczy, że Bob kupił jej bransoletkę, ponieważ nie chciał wziąć pieniędzy za wygraną walkę. Mężczyzna wyznaje, że jeśli uda mu się wygrać próbną walkę, to ożeni się z Mabel. Dziewczyna z entuzjazmem kiwa głową i zamyślona spogląda przed siebie, trzymając bransoletkę.

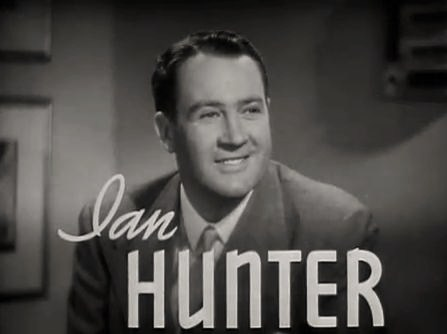
Ian Hunter, odtwórca roli Boba Corby’ego

W dniu walki Jacka Mabel martwi się o los swojego chłopaka. Apatycznie rozdaje bilety zainteresowanym. W jej myślach przewijają się obrazy siedzącego w narożniku pobitego Jacka, co dodatkowo potęguje zdenerwowanie dziewczyny. Z tłumu wyłania się chłopiec, który dostarcza jej telegram od Jacka. Mężczyzna pisze w nim, że wygrał i zobaczą się następnego dnia w kościele. Na ceremonię zaślubin Mabel przybywa w towarzystwie showmana. W trakcie składania przysięgi małżeńskiej dziewczyna spogląda na Jacka. Gdy mężczyzna wkłada obrączkę na palec Mabel, bransoletka, będąca prezentem od Boba, po raz kolejny obsuwa się jej z dłoni. Podczas uroczystości weselnych zgromadzeni goście jedzą i piją do syta. Wróżka podnosi z ziemi podkowę szczęścia i wręcza ją Bobowi, życząc mu więcej powodzenia. Mężczyzna po chwili zastanowienia wygłasza toast, zapowiadając, w formie żartu, zemstę na swoim sparingpartnerze. Jack z dumą oznajmia, że zawsze jest gotów walczyć o swoją kobietę. Trener (Gordon Harker) wstaje, lecz jego obraz jest zupełnie rozmyty, z uwagi na spożycie zbyt dużej ilości alkoholu.
Nazajutrz odbywa się trening Jacka i Boba. Sparingowi przygląda się z boku Mabel, która obserwuje Boba. W przerwie dziewczyna podchodzi do niego i przez chwilę rozmawiają. W pewnej chwili Bob kładzie dłoń na ramieniu Mabel. Postronna kobieta, która również obserwowała sparing, prosi Mabel o przedstawienie jej „męża”. Gdy Jack słyszy te słowa, wzburzony podchodzi do pary i spogląda w oczy Boba. Zaciska schowane z tyłu pięści. Aby uniknąć konfrontacji trener zabiera zdenerwowanego mężczyznę na bok. Poleca mu wyładowanie złości na worku treningowym. Jack, wyobrażając sobie twarz Boba, zaczyna intensywnie boksować, dopóki worek nie zrywa się z haczyka. Mężczyzna opuszcza salę treningową, trzaskając drzwiami. Przebrawszy się wraca na salę, gdzie widzi Mabel rozmawiająca z Bobem. Podchodzi do nich i nakazuje dziewczynie poczekać na zewnątrz. Zamienia z Bobem jedno zdanie i udaje się do biura. Oznajmia promotorowi, że będzie zmuszony walczyć o żonę. Ware wybucha śmiechem i wskazuje palcem na wiszący na ścianie plakat, na którym nazwisko Corby’ego znajduje się na szczycie, podczas gdy Jacka na samym dole. Promotor uświadamia go, że jeszcze „długa droga przed nim”.
Wraz z upływem kolejnych miesięcy nazwisko Jacka pnie się ku górze na plakatach rozwieszanych w mieście. Ware informuje go, że jeśli wygra najbliższe starcie z czarnoskórym zawodnikiem, będzie walczył o mistrzostwo. Jack spogląda w lustro, w którym widzi, jak jego żona siedzi obok Boba, śmieją się. W sąsiednim pokoju trwa impreza, gdzie tancerki tańczą na środku salonu. Promotor instruuje Jacka, że musi zacząć treningi od następnego dnia. Oznajmia mu, że obecność Mabel nie będzie konieczna. Mężczyzna jest rozkojarzony i nie słucha, tego co mówi doń Ware. W wyobraźni widzi, jak Mabel całuje się z Bobem. Po chwili wpada w histerię i przerywa imprezę. Goście milkną, a Jack przeprasza za swoje zachowanie i wraca do sąsiedniego pokoju. Obawia się, że treningi doprowadzą do rozwodu z Mabel. Ware uświadamia go, że zdobycie mistrzostwa może wszystko zmienić. Skruszony Jack wraca do salonu, odkrywając, że wszyscy goście wyszli, z wyjątkiem Mabel, która gra na pianinie. Poodchodzi do niej i kładzie ręce na jej ramieniu. Zauważa stojące na pianinie zdjęcie Boba.

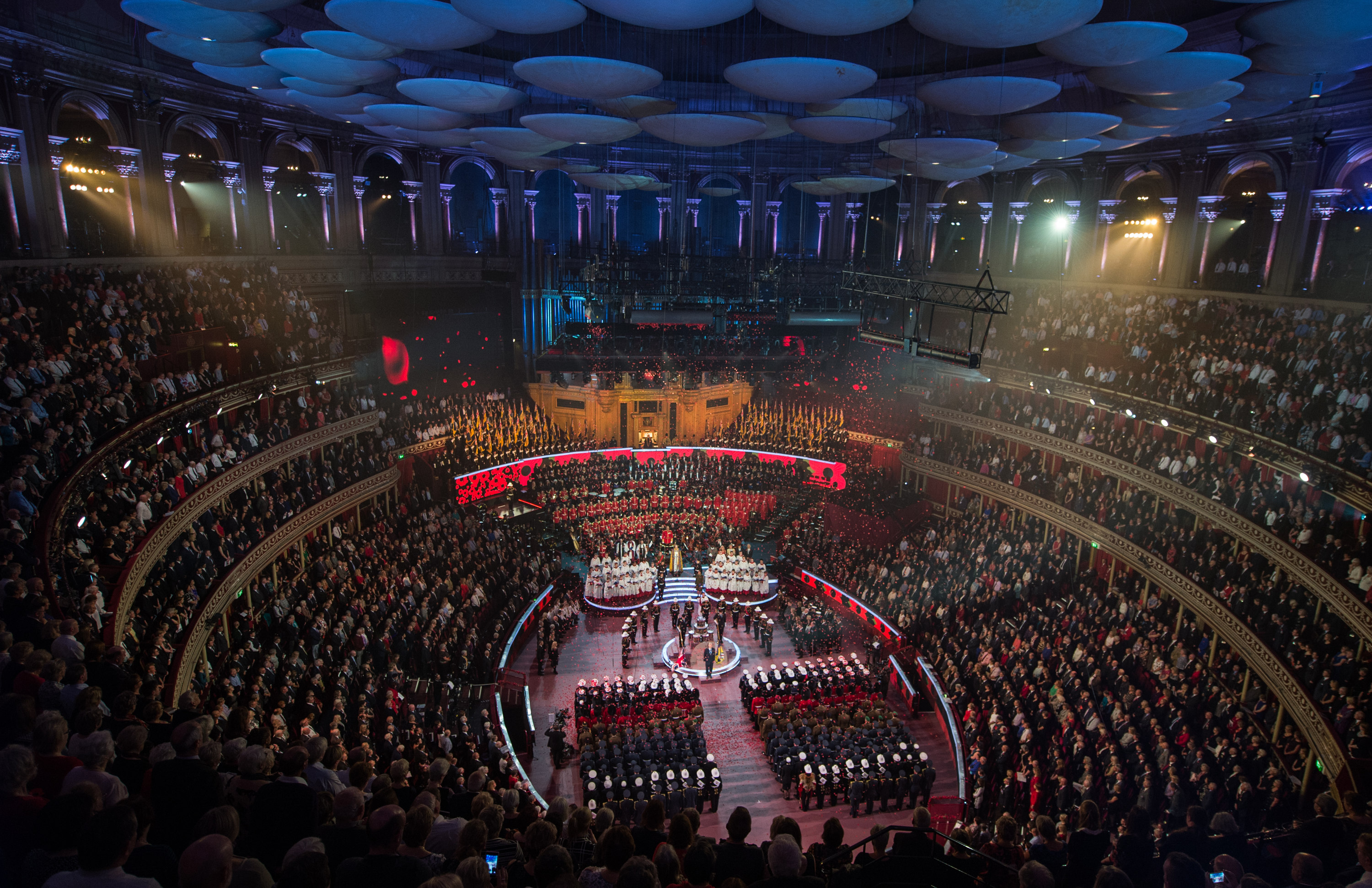
Royal Albert Hall, miejsce finałowej walki pomiędzy Jackiem a Bobem

Po kolejnych treningach i wygranych Jack przyjmuje w swojej garderobie gratulacje od znajomych z lunaparku. Mężczyzna zaprasza ich do wspólnego celebrowania. Na zewnątrz tłum wiwatuje na cześć mistrza, który opuszcza teren samochodem z szoferem. Po przybyciu do domu Jack szuka Mabel, lecz nie zastaje kobiety. Nalewa szampana znajomym, po czym wszyscy wspólnie świętują jego zwycięstwo. Jack ma nadzieję, że żona wkrótce wróci. Gdy zapas szampana wyczerpuje się, jeden ze znajomych zasypia. Mężczyzna wygląda przez okno na światła miasta. Trener Jacka zauważa na fortepianie fotografię Boba. Mężczyzna jest przygnębiony. Znajomi powracają do domów. Jack krząta się po pokoju, nie mogąc znaleźć sobie miejsca. Ponownie wpatruje się w okno. Spogląda w dół i zauważa Mabel, która wychodzi z samochodu i żegna się ze współpasażerem. Na jego twarzy pojawia się gniew. Kobieta wraca do domu. Jest poirytowana milczeniem Jacka. Gdy ustawia przewrócony obraz Boba na fortepianie, mężczyzna podchodzi, wyrywa go jej z dłoni i rzuca impulsywnie na ziemię, rozbijając puste kieliszki po szampanie. Między małżonkami dochodzi do kłótni. Jack zrywa z Mabel część bluzki i bransoletkę od Boba. Kobieta zabiera z podłogi obraz i zamyka się w drugim pokoju, wykrzykując, że chciałaby pójść do klubu z Bobem. Rozgniewany mężczyzna postanawia udać się do lokalu i odnaleźć Boba. Na miejscu Jack rozgląda się, szukając rywala. Znajomi goście winszują mu wygranej walki, a jedna z kobiet zaprasza go do tańca. Na parkiecie Jack spotyka Boba. Gdy orkiestra kończy grać, goście lokalu zasiadają przy stołach. Mężczyzna podchodzi do stolika swojego rywala. Bob zamawia szampana na cześć wygranej walki Jacka, lecz mężczyzna celowo wylewa drinka na ziemię, patrząc prowokująco w oczy rywala. Poirytowany Bob wstaje i przewraca stół. Jack uderza go w twarz i wychodzi. Po powrocie do domu zastaje fotografię Boba ustawioną na kominku i list od Mabel, w którym kobieta informuje go, że udała się do ludzi, którzy wiedzą, jak właściwie ją traktować.
Plakaty rozwieszone na mieście informują o zbliżającej się walce między Jackiem a Bobem w londyńskiej Royal Albert Hall. Pojedynek budzi zainteresowanie ludzi, którzy szczelnie wypełniają halę. Trener Jacka dostrzega w tłumie Mabel. Decyduje, że mężczyzna nie może się dowiedzieć o jej obecności. Mabel udaje się do garderoby Boba, życząc mu powodzenia. W tym czasie Jack budzi się w szatni ze snu. Wyznaje swojemu sztabowi, że śniła mu się Mabel, która obecna była na widowni. Następnie przy aplauzie publiki udaje się na ring. Głównym sędzią spotkania jest Eugene Corri. W trakcie zaciętego pojedynku Jack dostrzega w tłumie Mabel, tracąc koncentrację. Zostaje znokautowany ciosem w twarz i wraca do narożnika. Jego sztab próbuje go pobudzić do następnej rundy, w której ponownie zostaje znokautowany. W trakcie odliczania podnosi się i wraca do narożnika. Mabel jest coraz bardziej zdenerwowana i zaczyna płakać. Mężczyźni rozpoczynają kolejną rundę, lecz obaj są już coraz bardziej zmęczeni. Ich sztaby gorączkowo pracują nad pobudzeniem ich w przerwach. Mabel udaje się do narożnika Jacka i dodaje mu otuchy. Z dawką nowej energii mężczyzna nokautuje Boba w kolejnej rundzie i wygrywa całą walkę. Mabel przytula Jacka i zdejmuje bransoletkę otrzymaną od Boba. Po zakończonym pojedynku jeden z członków sztabu Boba przynosi do garderoby bransoletkę. Mężczyzna przez chwilę trzyma prezent w dłoni, po czym oddaje go i powraca do wiązania krawata.

## Obsada
Opracowano na podstawie materiału źródłowego:

- Carl Brisson – „Jednorundowiec” Jack Sander
- Lillian Hall-Davis – Mabel[a] (wym. w czołówce jako Lillian Hall Davis)
- Ian Hunter – Bob Corby
- Forrester Harvey – James Ware, promotor Boba Corby’ego
- Harry Terry – showman
- Gordon Harker – trener Jacka
- Bombardier Billy Wells – bokser (niewym. w czołówce)
- Eugene Corri – sędzia (on sam; niewym. w czołówce)
- Charles Farrell – widz (niewym. w czołówce)
- Clare Greet – wróżka (niewym. w czołówce)
- Tom Helmore – widz (niewym. w czołówce)
- Minnie Rayner – żona boksera (niewym. w czołówce)
- Brandy Walker – widz (niewym. w czołówce)

## Produkcja

### Scenariusz i przygotowania
Pod koniec trwania zdjęć do dramatu romantycznego Łatwa cnota (1928), w czerwcu 1927 Alfred Hitchcock przeszedł do zreorganizowanej i nowo nazwanej British International Pictures (BIP) (powstałej w wyniku zakupu i połączenia przez Johna Maxwella British National Studios z Elstree Studios), gdzie zagwarantowano mu większą swobodę, pracę przy użyciu nowoczesnego sprzętu (do dyspozycji reżyser miał dwie duże hale zdjęciowe) i znaczną podwyżkę finansową. W ocenie Petera Ackroyda BIP było bardziej komercyjne i profesjonalne niż Gainsborough Pictures. Współpraca Hitchcocka z producentem i prezesem przedsiębiorstwa Johnem Maxwellem układała się pomyślnie (w ciągu następnych pięciu lat reżyser zrealizował dla BIP dziesięć filmów).
Wzmianka o nowym filmie fabularnym Hitchcocka – i pierwszym dla BIP – pojawiła się w prasie branżowej w kwietniu 1927, kiedy to reżyser w wywiadzie dla „The Bioscope” zapowiedział, że planuje realizację dramatu bokserskiego na wielką skalę. W owym czasie szkic scenariusza był już gotowy (według Ackroyda w jego tworzeniu udział miała także żona Hitchcocka Alma Reville). Do wiadomości podano, że autorem scenariusza jest Eliot Stannard (współpracujący z angielskim reżyserem od czasów debiutanckiego kryminału Ogród rozkoszy; 1925), a jego nazwisko pojawiało się jeszcze na tydzień przed rozpoczęciem realizacji. W wyniku zaistniałego konfliktu między Hitchcockiem a Stannardem zatrudniono Waltera C. Mycrofta, krytyka filmowego związanego z lokalną popołudniówką „London Evening Standard”, by ten dokonał finalnych poprawek oraz udzielił kilku technicznych wskazówek dotyczących bosku (Mycroft założył w BIP szkołę scenarzystów). Ostatecznie to reżyser, jedyny raz w karierze, został uznany za samodzielnego autora oryginalnej historii i tekstu.
Jak podkreślał Patrick McGilligan, Hitchcock wykazywał zainteresowanie boksem; potrafił z dużą wiedzą rozmawiać zarówno o zasadach, jak i samych zawodnikach (na ogół reżyser uczęszczał na mecze piłki nożnej, tenisa, boksu oraz ping-ponga, którego entuzjastą był Ivor Montagu) „Myślę, że w boksie zafascynowało mnie to, co jednak jest dziwne, że angielska publiczność wystrojona w czarne krawaty zasiada wokół ringu” – przyznawał po latach.

### Casting
Współpraca z BIP dała Hitchcockowi większą swobodę w podejmowaniu decyzji, także tych dotyczących obsady filmu. Reżyser do głównej roli kobiecej zatrudnił Lilian Hall-Davis, której występ w dramacie The Passionate Adventure (1924, reż. Graham Cutts) bardzo mu się spodobał. Do kreacji „Jednorundowego” Jacka Sandera zaangażował Carla Brissona, byłego duńskiego mistrza wagi średniej, który następnie został artystą musicalowym (do momentu angażu Brisson wystąpił w zaledwie jednym duńskim filmie pod tytułem The Mysterious Footprints z 1918 w reżyserii A.W. Sandberga). Ian Hunter, mający na swoim koncie współpracę z reżyserem przy melodramacie Na równi pochyłej (1927) i Łatwej cnocie, otrzymał rolę Boba Corby’ego, australijskiego mistrza wagi ciężkiej. Gordon Harker, syn cenionego aktora scenicznego Josepha Harkera, został obsadzony w roli trenera Jacka.

### Realizacja
| „Hitchcock kreślił to tak cudownie, że równie dobrze mógł powiedzieć: «chcę, żebyś użył obiektywu 50 mm, 35 mm lub trzycalowego». Rysował perspektywę tak, że tło zawsze było odpowiednie dla pierwszego planu (…) Hitchcock miał cudowną zdolność nakreślania tego, co widzi kamera.”– Bryan Langley |

Zdjęcia do Ringu rozpoczęły się w lipcu 1927 (niektóre źródła informowały o końcu sierpnia). Funkcję operatora sprawował Jack E. Cox (pojawiały się różnego rodzaju hipotezy mówiące o tym, że Claude L. McDonnell nie mógł pracować nad filmem z powodu choroby lub też niezadowolony z otrzymanej pensji opuścił plan tuż przed startem zdjęć). Asystentem operatora był Bryan Langley. W ocenie McGilligana „chwila, gdy Cox zastąpił barona Ventimiglię i Claude’a McDonnella, wyznacza wyraźną cezurę między filmami Hitchcocka nakręconymi dla Gainsborough i BIP”. Do pierwszej sceny walki w filmie reżyser polecił operatorowi usunięcie zwykłego zestawu reflektorów i filmowania pojedynku z odległości, z jedną kołyszącą się nad ringiem żarówką (chcąc sprawić aby spojrzenie kamery – czyli to, co widziała Mabel patrząca z zewnątrz przez szparę w namiocie – napotykało na liczne przeszkody). Hitchcock, z uwagi na artystyczne wykształcenie, nadzorował odpowiednie ustawienie kamery oraz nakreślał obraz i wyznaczał głębię ostrości.

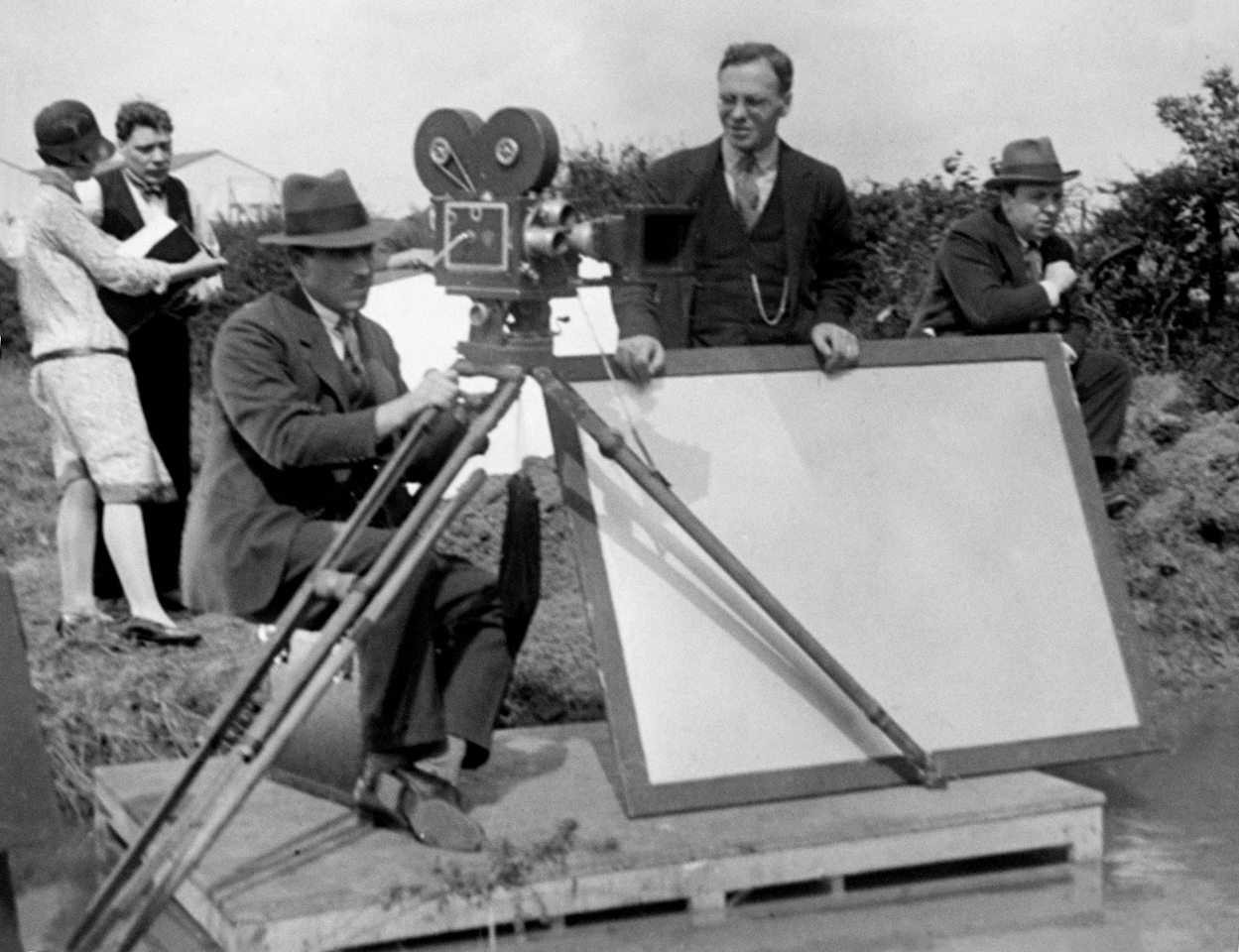
Jack E. Cox (siedzi pierwszy z lewej) i Hitchcock (z prawej) na planie Ringu

Dzięki dużemu budżetowi przeznaczonemu na realizację ekipa mogła wybudować na terenie Elstree Studios w Borehamwood w skali jeden do jednego wesołe miasteczko, pojawiające się w początkowej sekwencji filmu. Jego budowę Hitchcock skrupulatnie nadzorował; podobną uwagę poświęcał każdemu innemu detalowi. Jak relacjonował jeden z reporterów: „Reżyser filmu, mister Alfred Hitchcock, z tłumu będzie rzucał polecenia kamerzyście, przebrany za jednego z artystów – a zatem w tradycyjnym smokingu z czerwoną poszetką i w wysokim cylindrze”. Zatrudniono również setki statystów. Reżyser często stosował zbliżenia poszczególnych osób i przedmiotów, czasami do tego stopnia zniekształconych, że według McGilligana przypominały one modernistyczne abstrakcje. Współpracownicy Hitchcocka podkreślali jego dużą energię i zaangażowanie. Dziennikarz, który obserwował, jak reżyser inscenizuje kulminacyjną scenę Ringu, przyznawał, iż to „niesłychane, że potrafi być tak energiczny i skoncentrowany, zważywszy, że od początku roku pracuje w studiu praktycznie codziennie”.
W scenie ostatniego meczu rozgrywającego się w londyńskiej Royal Albert Hall Hitchcock zastosował efekt Schüfftana, który zaczerpnął ze swojego pobytu w Niemczech, pozwalający na filmowanie sceny rozgrywającej się w miejscu publicznym bez ponoszenia kosztów rzeczywistego przybywania tam (lub pozwoleń na nie). Polegał on na mieszaniu pierwszoplanowej akcji kręconej na żywo na tle miniatur, zdjęć lub malowanych dekoracji (jako pierwszy efekt ten wykorzystał Fritz Lang w swoim ekspresjonistycznym filmie science fiction Metropolis; 1927). Elementy takie jak dym, oślepiający blask, obrazy odbite w wodzie i w lustrach, intensywnie zmieniające się kadry czy ujęcia z podzielonym ekranem i nałożone na siebie obrazy stanowiły nawiązanie do kinematografii niemieckiej. Okres zdjęciowy zakończył się w sierpniu 1927. Na początku września film został poddany procesowi montażu.

## Odbiór

### Premiera kinowa i recenzje
| „Komentarze w gazetach były tak przychylne, że jako część szerokiej reklamy filmu «The Bioscope» dołączał podwójną stronę, na której wydrukowano po prostu fragmenty piętnastu recenzji prasowych, pod nagłówkiem na całą szerokość strony powtarzającym ocenę «Daily Mail», że film jest «największą produkcją, jaka kiedykolwiek powstała w tym kraju».”– Tom Ryall |

Pierwszy pokaz Ringu miał miejsce 30 września 1927. Oficjalna premiera odbyła się 1 października. Film otrzymał od krytyków przychylne recenzje, a widownia oklaskiwała efekty montażowe, których Hitchcock nauczył się od Rosjan. Jak sam przyznawał: „Nigdy dotąd nie widziałem, by publiczność zachwycała się montażem, tak jednak stało się w tym przypadku”. W specjalnym artykule od redakcji „The Bioscope” zwrócił się do reżysera: „Mamy nadzieję, że będzie pan nadal kręcił filmy w tym kraju, ponieważ przemysł filmowy – który winien jest panu wdzięczność – nie może sobie pozwolić na utratę pańskiego talentu”. W dalszej części autorzy prognozowali, że „jeżeli przyszłe dzieła będą co do jakości dorównywać Ringowi, nie musimy się martwić o przyszłość branży filmowej w tym kraju”. Nowojorski „Daily News” napisał, że jest to „miażdżąca odpowiedź dla tych wszystkich, którzy nie wierzyli w możliwości brytyjskiej kinematografii”. Jeden z dziennikarzy „The Guardian” zrecenzował film w następujących słowach: „Ring nie jest dramatycznym arcydziełem (…) To może być prymitywnie oczywisty zakres, ale dla popularnej rozrywki jest odpowiedni; wspierany przez doskonałe aktorstwo, reżyserię i zdjęcia, jest więcej niż wystarczający. Bije Amerykanów tam, gdzie oni zwykle biją nas – nie w odpowiedniej historii, ale w sposobie jej opowiadania, tempie i ekonomii działania, przenikliwej charakteryzacji, nieuchwytnej jakości, którą branża nazywa «wartościami produkcyjnymi». Brytyjska krytyk Iris Barry przyznała, że Ring to „najwspanialszy film jaki kiedykolwiek nakręcono”. W podobnie entuzjastycznym tonie wypowiadała się redakcja „London Evening Standard”: „Pan Hitchcock uczynił dla Anglii więcej niż dziesiątki uchwał parlamentu”.
„The Observer” uznał, iż jest to kolejne arcydzieło Hitchcocka. „The Sunday Express” sugerował, że „film jest znaczący głównie dlatego, że sam Hitchcock jest osobą znaczącą”, z kolei „The Times” chwalił „sceny otwarcia w lunaparku”, które są „godne uwagi ze względu na różnorodność kąta fotograficznego i pomysłowe wykorzystanie światła”, oraz że „film jako całość oznacza znaczny postęp techniczny”. „Western Morning News” zwrócił uwagę na fakt, że „dotychczas brytyjscy reżyserzy zbyt często naśladowali, z małym sukcesem, prace swoich amerykańskich rywali, ale Alfred Hitchcock w końcu zszedł z wydeptanej ścieżki”. W dalszej części recenzent dodał: Opowieść jest autorstwa Alfreda Hitchcocka, a cała atmosfera i otoczenie, które są zasadniczo brytyjskie, ukazują największą dbałość o szczegóły. Najwierniej oddaje dudniący świąteczny duch angielskich targów, ale wielką sceną jest walka o mistrzostwo w Royal Albert Hall, w której sam Eugene Corri występuje jako sędzia. Ring to epoka brytyjskiej produkcji filmowej.
Mimo przychylnych recenzji prasowych Ring odniósł umiarkowany sukces kasowy, co, według Ackroyda, zmusiło Hitchcocka do zastanowienia się nad bardziej komercyjną próbą połączenia artyzmu i komedii w kinie.

### Reakcje po latach
Jim McDevitt i Eric San Juan, autorzy książki A Year of Hitchcock: 52 Weeks with the Master of Suspense (2009), napisali: „Ring reprezentuje dramatyczną zmianę stylu, historii i nastroju w stosunku do poprzedniego filmu Hitchcocka Lokator [1927]. Podczas gdy Lokator jest mroczny, mrożący krew w żyłach i tajemniczy, Ring jest jasny, porywający i komediowy, ale jednocześnie poważny. Pomimo tego, że nie jest to historia Hitchcocka, posiada elementy, które określają ją jako film Hitchcocka. Jego całkowita kontrola nad obrazem jest oczywista”. Autorzy zwracali uwagę na użycie przez reżysera obiektów jako symboli (czego przykładem mogą być bęben i karuzela w początkowej sekwencji oraz rolka biletów).  W podsumowaniu przyznali, że „Ring oferuje znakomite spojrzenie na rozwijający się styl filmowy Hitchcocka i umiejętności opowiadania historii, ponieważ temat może nie wzbudzać emocji wśród fanów szukających zbrodni, intrygi i niepewności”. W ocenie Jonathana Rosenbauma Ring jest „najbardziej niemieckim niemym filmem Hitchcocka”. Autor zaznaczył, że to konwencjonalna opowieść nakręcona w ciężkim, eksperymentalnym stylu. I chociaż nie dorównuje skalą ani tematem do Metropolis [1927] Fritza Langa, film Hitchcocka jest równie mroczny i aksamitny jak epopeja niemieckiego reżysera.
Według McGilligana to „pierwszorzędna saga ze świata boksu, z całym rytuałem i świetnie wychwyconymi szczegółami tego sportu, jest również zaskakująco kameralnym filmem. Przeciwnie niż Lang (i inni Niemcy), Hitchcock dodawał zabawne sceny (goście z wesołego miasteczka na kościelnej ceremonii ślubu stanowili przekomiczną zapowiedź cyrkowców w Sabotażu [1942]) i wiele ciepła”. Biograf podkreślił, że Ring należy do tych nielicznych filmów w dorobku reżysera, w którym nie ma żadnej ofiary morderstwa, niesłusznie oskarżonego człowieka czy kobiety żyjącej w ciągłym strachu przed przemocą seksualną lub fizyczną. Z kolei Ackroyd zwracał uwagę na wieloznaczność angielskiego słowa ring, które – poza określeniem walki bokserskiej – może oznaczać także pierścionek zaręczynowy i obrączkę ślubną, krąg huśtawek lub też okrężny ruch karuzeli w wesołym miasteczku. Według pisarza to ostatnie zawsze stanowiło jedno z ulubionych miejsc Hitchcocka. W jego ocenie „Ring ma przede wszystkim charakter komediowy, ale nie brakuje w nim też napięcia, którego Hitchcock stał się prawdziwym mistrzem”.
W 1962 Hitchcock przyznał, że „to rzeczywiście interesujący film. Powiedziałbym, że po Lokatorze – Ring był drugim «filmem Hitchcockowskim»”. Francuski reżyser François Truffaut podkreślał, że Ring zawierał „sporo dobrych pomysłów, odkrywczych od strony obrazowej, ale także symbolicznej. Cały film był opowieścią o wiarołomstwie, pełną aluzji do grzechu pierworodnego”. Współcześnie Ring, obok Lokatora, uchodzi za najbardziej znany film Hitchcocka z okresu kina niemego.

## Rekonstrukcja
W ramach kampanii „Save the Hitchcock 9.”, zainicjowanej w 2010, Brytyjski Instytut Filmowy (BFI) podjął się w 2012 pełnej rekonstrukcji Ringu. W wyniku badań restauratorzy BFI odkryli, że jedyny ocalały negatyw (wersja eksportowa z francuskich archiwów) składał się w rzeczywistości z alternatywnych ujęć każdej sceny. W 1959 BFI National Archive otrzymało oryginalny azotanowy negatyw od Associated British Picture Corporation (BIP), lecz był on bardzo nietrwały, wskutek czego podjęto decyzję o wykonaniu jego duplikatu. Zespół zajmujący się renowacją, pracujący z Deluxe 142, zeskanował ten element w rozdzielczości 2K. Staranne cieniowanie i ręczne prace restauracyjne pozwoliły na usunięcie wielu wad ostrości, kontrastu i wypaczeń tkwiących w negatywie drobnoziarnistym (oryginalny negatyw nie zachował się). Napisy zostały starannie zrekonstruowane, a alfabet w ręcznie wykonanej czcionce oryginału został utworzony przez zeskanowanie wszystkich tytułów. Odrestaurowaną wersję obrazu przeniesiono z prędkością dwudziestu klatek na sekundę (co dało czas trwania 108 minut). Ponowna premiera odświeżonej wersji Ringu miała miejsce w londyńskim Hackney Empire. Octanowe kopie z lat 60. XX wieku są obecnie najwcześniejszym źródłem oryginalnego filmu.